# Garnish
Garnish is een gemeente (town) in de Canadese provincie Newfoundland en Labrador. De gemeente ligt in het westen van het schiereiland Burin aan de zuidkust van het eiland Newfoundland.

## Demografie
Demografisch gezien kent Garnish, net zoals de meeste kleine dorpen op Newfoundland, een dalende langetermijntrend. Tussen 1991 en 2021 daalde de bevolkingsomvang van 716 naar 542. Dat komt neer op een daling van 174 inwoners (-24,3%) in dertig jaar tijd.
| Jaar | Aantal inwoners | Verschil |
| ---- | --------------- | -------- |
| 1991 | 716             | –        |
| 1996 | 691             | -3,5%    |
| 2001 | 665             | -3,8%    |
| 2006 | 578             | -13,1%   |
| 2011 | 545             | -5,7%    |
| 2016 | 568             | +4,5%    |
| 2021 | 542             | -4,6%    |